# Баба Вида

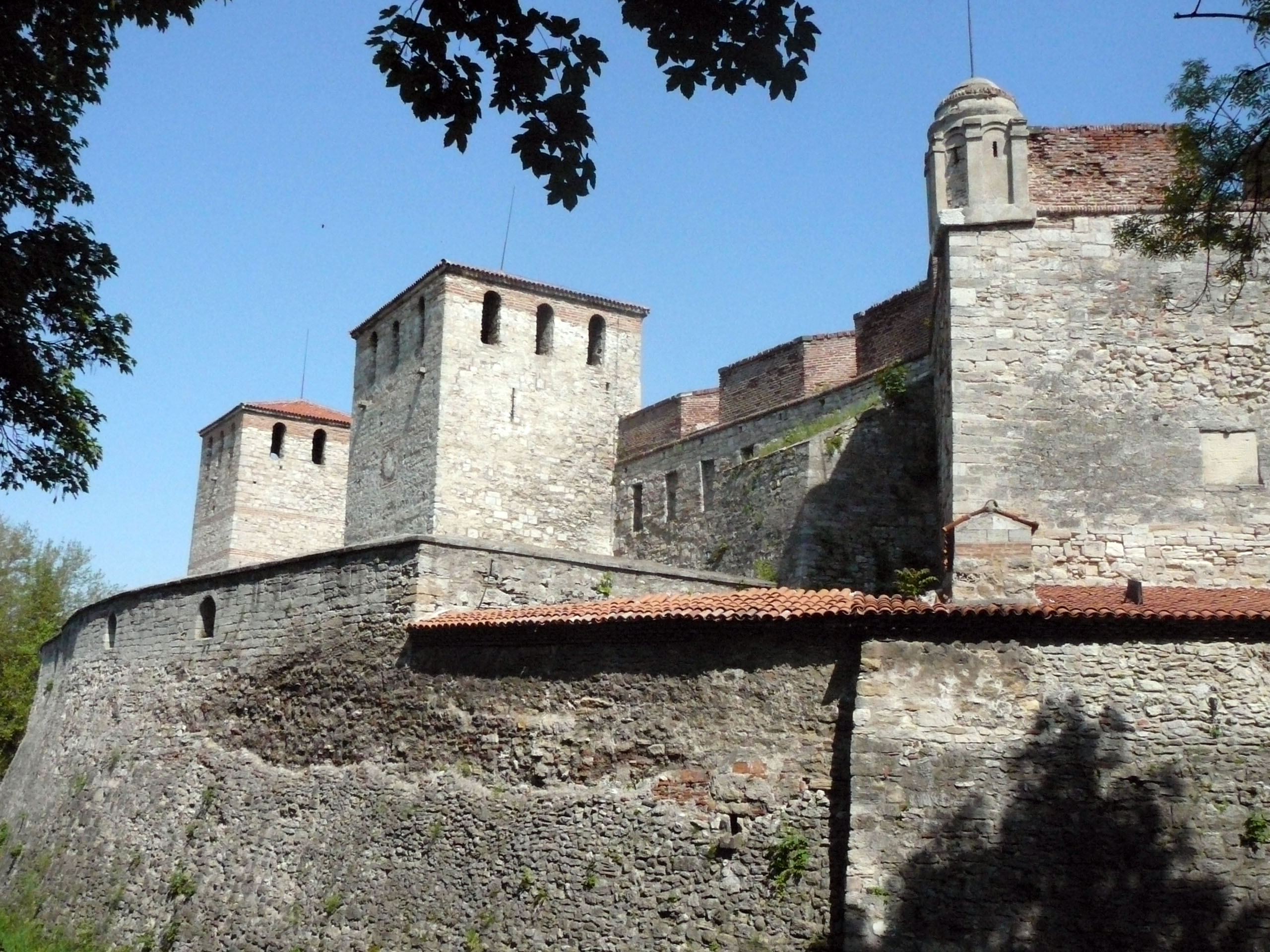
Баба Вида

Баба Вида (болг. Баба Вида) — средневековая крепость в городе Видин в северо-западной Болгарии, памятник архитектуры и туристическая достопримечательность.

## История
Постройка крепости была начата в X веке на месте древнеримского укреплённого лагеря Бонония (Bononia).
В средневековье Баба Вида была важнейшим укреплением в северо-западной Болгарии. Баба Вида выдерживала 8-месячную осаду византийской армии Василия II, однако была разрушена и была отстроена заново во время правления Ивана Срацимира.
Крепость играла важную роль во время оккупации Болгарии Османской империей, стала служить арсеналом и тюрьмой, когда потеряла оборонительное значение в конце XVIII века.
Сегодня Баба Вида — музей-крепость. Состоит из 2 основных крепостных стен и 4 башен.